# Montre de pilote
 (décembre 2022).

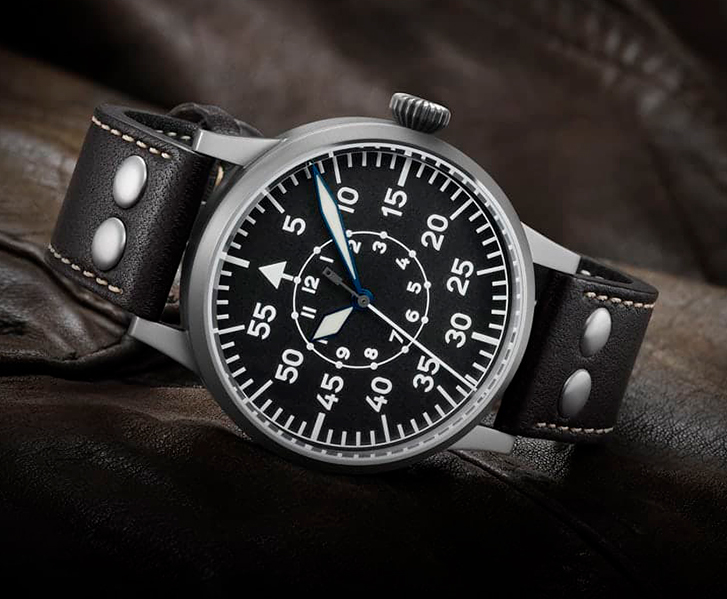
une interprétation moderne de Fliegeruhr Laco.

Une montre de pilote, souvent désignée par le terme allemand Fliegeruhr, est une montre-bracelet dont la conception répond, initialement, aux besoins des pilotes. Cependant, en pratique, il s'agit maintenant d'une catégorie essentiellement définie par son esthétique.

## Les Beobachtungsuhren[Quoi ?]allemandes
Le type esthétique classique associé à la montre d'aviation provient des montres portées par les pilotes allemands pendant la Seconde Guerre mondiale[réf. nécessaire]. Ces montres ont été produites par plusieurs entreprises horlogères allemandes et suisses en réponse à une spécification très précise de la Luftwaffe. Elles étaient conçues pour être portées par-dessus le blouson d'aviateur, d'où des dimensions énormes pour une montre-bracelet, avec un diamètre de 55 mm, et un bracelet très long, reconnaissable à ses rivets de fixation. En outre, la couronne est très grande est très détachée du boîtier, pour permettre de la remonter et de la régler en portant des gants en cuir. Pour maximiser la lisibilité, le cadran est noir, tandis que les aiguilles et les index sont blancs et de très grande taille, ce qui rend le cadran de la montre très similaire aux instruments de bord des avions.

## Montre de types de montres contemporaines
De nombreuses marques proposent des montres sont l'esthétique répond à ce style très stéréotypé[pas clair], dont : 
- Laco (marque historique qui produisait les Beobachtungsuhren)[2]
- IWC Schaffhausen
- Breitling
- Sinn
- Hamilton
- Yema

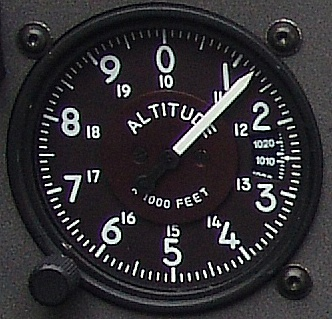
un altimètre.
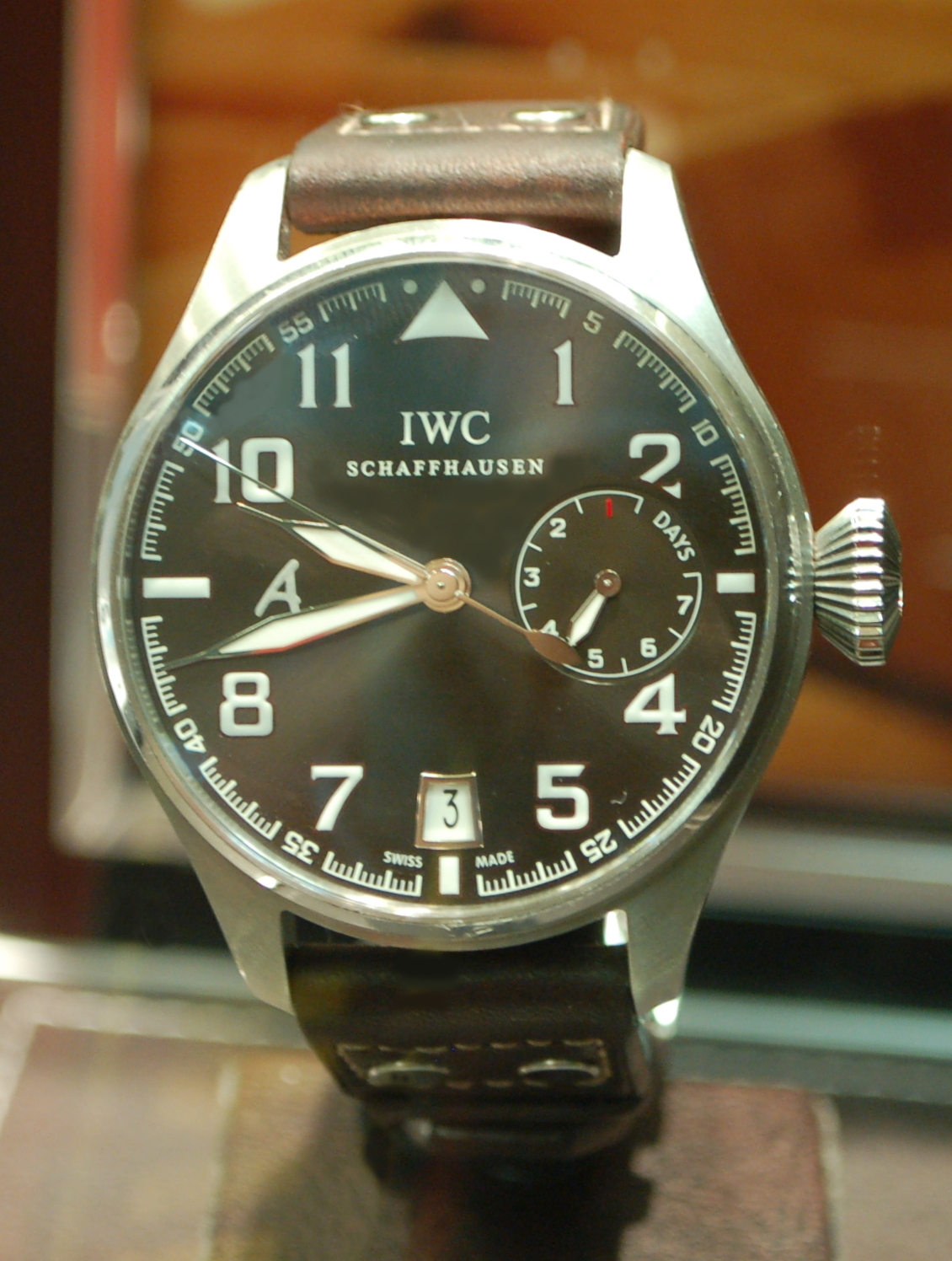
IWC Big Pilot.
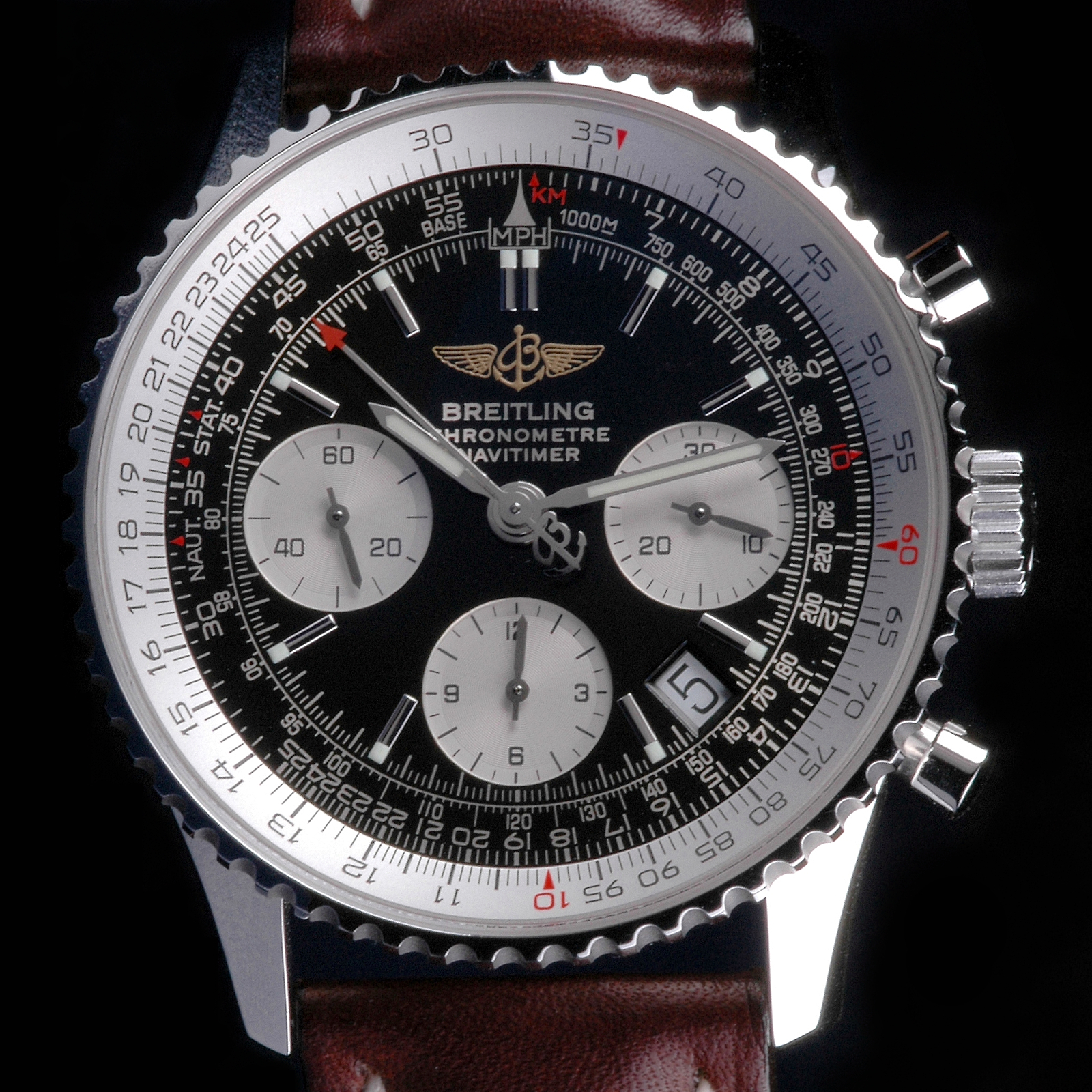
Breitling Navitimer.
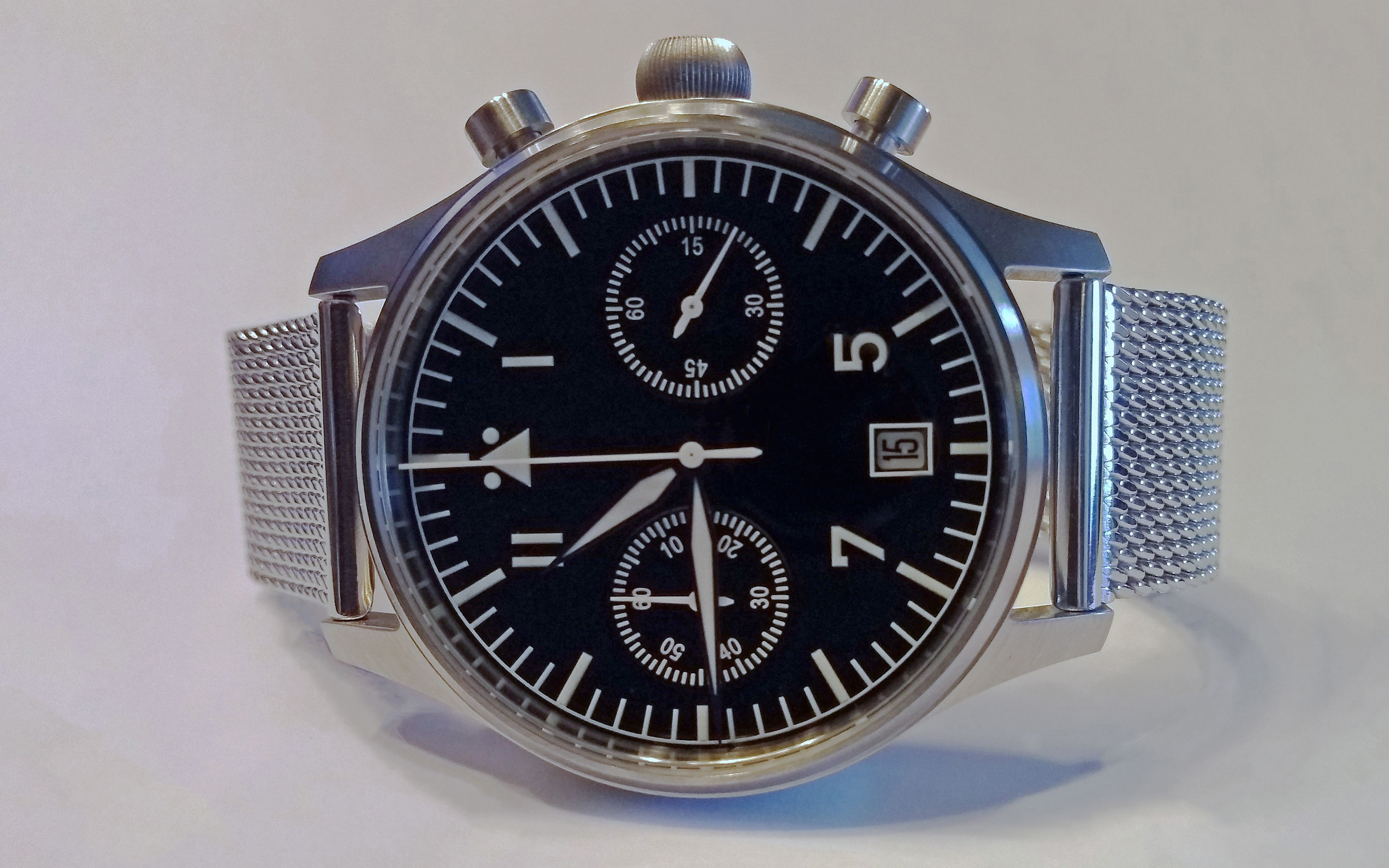
Montre à quartz sans marque.
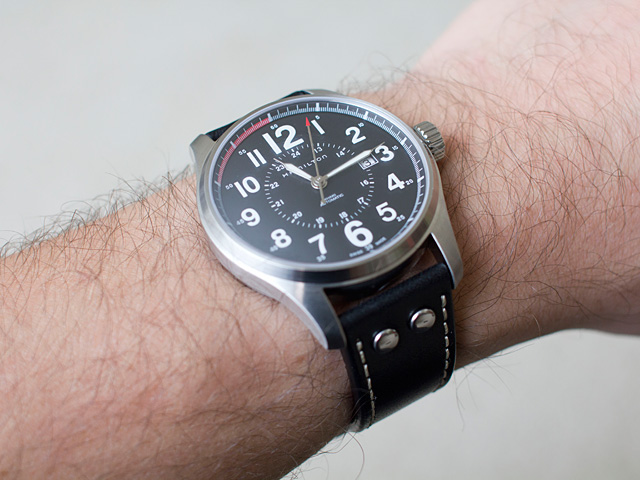
Hamilton Khaki.